# 布萊克龐德鎮區 (密蘇里州俄勒岡縣)
布萊克龐德鎮區（英語：Black Pond Township）是位於美國密蘇里州俄勒岡縣的一個行政鎮區。

## 地方資料
布萊克龐德鎮區的面積為112.59平方千米，皆為陸地。根據2020年美國人口普查的數據，當地共有人口190人，而人口密度為每平方千米1.69人。